# Satyrium situsanguinum
Satyrium situsanguinum är en orkidéart som beskrevs av Van der Niet och Liltved. Satyrium situsanguinum ingår i släktet Satyrium och familjen orkidéer. Inga underarter finns listade i Catalogue of Life.